# Oakwood (Illinois)
Oakwood es una villa ubicada en el condado de Vermilion en el estado estadounidense de Illinois. En el Censo de 2010 tenía una población de 1595 habitantes y una densidad poblacional de 663,61 personas por km².

## Geografía
Oakwood se encuentra ubicada en las coordenadas 40°6′37″N 87°46′37″O / 40.11028, -87.77694. Según la Oficina del Censo de los Estados Unidos, Oakwood tiene una superficie total de 2.4 km², de la cual 2.4 km² corresponden a tierra firme y (0%) 0 km² es agua.

## Demografía
Según el censo de 2010, había 1595 personas residiendo en Oakwood. La densidad de población era de 663,61 hab./km². De los 1595 habitantes, Oakwood estaba compuesto por el 97.74% blancos, el 0.44% eran afroamericanos, el 0.13% eran amerindios, el 0.13% eran asiáticos, el 0.06% eran isleños del Pacífico, el 0.06% eran de otras razas y el 1.44% pertenecían a dos o más razas. Del total de la población el 1.88% eran hispanos o latinos de cualquier raza.